# Peter Christian von Friemersheim

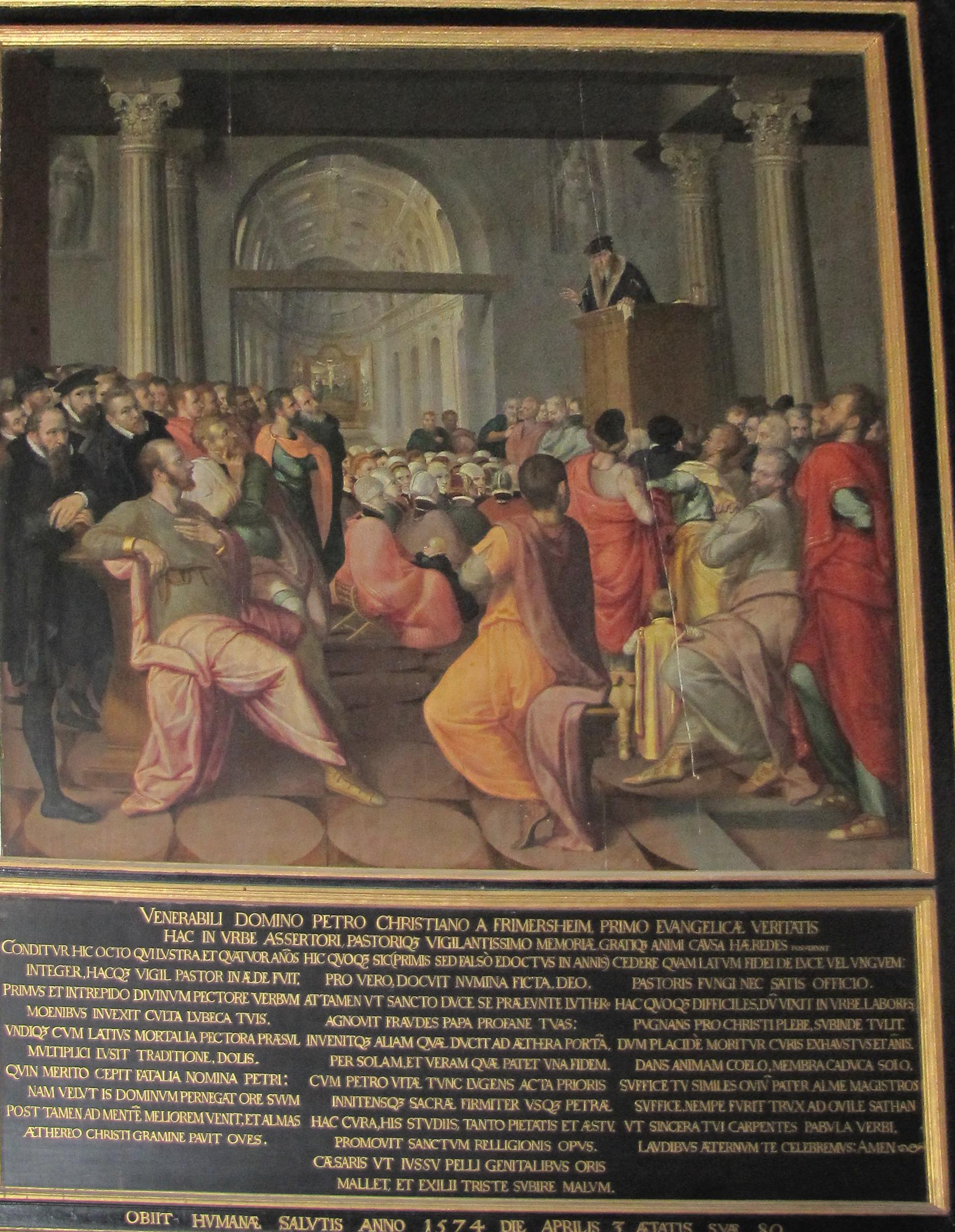
Denkgemälde für Peter Christian von Friemersheim in St. Jakobi

Peter Christian von Friemersheim (* um 1495; † 3. April 1574 in Lübeck) war ein deutscher evangelisch-lutherischer Geistlicher und Reformator.

## Leben
Der aus einer niederrheinischen Adelsfamilie stammende Friemersheim war um 1520 in Deventer als lutherischer Prediger tätig und wurde dort vertrieben. Er kam dann nach Norddeutschland und predigte in Oldesloe, wo ihn auch viele Lübecker aufsuchten. 1526 hielt er die erste evangelische Predigt in der Lübecker Jacobikirche. Mit dem Vordringen der Reformation in der Stadt wurde er am 2. April 1530 zum Pastor der Jacobikirche bestellt. Er starb 80-jährig als erster evangelischer Hauptpastor der Jacobikirche und war zuletzt Senior der Kirche in Lübeck. Als solcher vertrat er im Einvernehmen mit dem Lübecker Bürgermeister Hieronymus Lüneburg das Geistliche Ministerium ab 1568 im Saliger-Streit um die Abendmahllehre.
Gegen Ende seines Lebens wurde er in den die ganze Stadt beschäftigenden Streit mit dem Rat und dem Geistlichen Ministerium um die Wiederverheiratung von Adelheid, der Witwe des Ratsherrn Anton Lüdinghusen, „... mit ihres seel. Eheherrn Schwester-Tochter-Sohn Hermann Büning...“ hineingezogen.

## Tafelbild
An ihn erinnert ein manieristisches Denkgemälde in der Jacobikirche als Tafelbild aus der Zeit seines Todes, das mit 16 lateinischen Distichen in drei Kolumnen auf einer Inschriftentafel eine Predigt in einer für das spätgotische Lübeck untypischen Renaissancekirche zeigt.
Ebenfalls mit abgebildet sind die fünf Stifter des Gemäldes.

## Schriften
- Eine Predige van der Heimsoekinge vnd swaren straffe Gades vmme der Nalatenheit willen, 1548